# Mistrzostwa Europy w Curlingu 2021/Grupa C
Mistrzostwa Europy w Curlingu 2021 – turniej, który odbył się dwuetapowo: dywizje A i B zagrały w dniach 20–27 listopada 2021 w norweskim Lillehammer, dywizja C w dniach 12–17 września 2021 rywalizowała w szwajcarskiej Genewie. Zarówno mistrzami jak i mistrzyniami Europy zostali Szkoci.
W grupie C wystartowało 10 reprezentacji męskich i 5 żeńskich. Awans do dywizji B uzyskali Słoweńcy, Belgowie i Słowacy oraz Litwinki, Słowenki i Austriaczki. Awans uzyskiwały także zespoły z trzecich miejsc, ze względu na zawieszenie Polskiego Związku Curlingu w Światowej Federacji Curlingu i braku możliwości wystawienia reprezentacji przez Polskę, której zarówno reprezentacja męska jak i żeńska miały przed zawieszeniem prawo gry w dywizji B.

## System rozgrywek

### Kobiety
Round Robin rozegrany został w systemie kołowym (każdy z każdym po 2 spotkania). Do fazy play-off awansowały trzy najlepsze drużyny. Faza play-off składała się z dwóch rund. W I rundzie 2 drużyna po Round Robin zagrała z 3. W II rundzie wygrani I rundy zmierzyli się z 1 drużyną po Round Robin.

### Mężczyźni
Round Robin rozegrany został w systemie kołowym (każdy z każdym po 1 spotkaniu). Do fazy play-off awansowały cztery najlepsze drużyny. Faza play-off składała się z dwóch rund. W I rundzie 1 drużyna po Round Robin zagrała z 3, a 2 drużyna po Round Robin z 4. W II rundzie zmierzyli się ze sobą wygrani oraz przegrani meczów I rundy.

## Kobiety

### Round Robin
| Państwo  | W | P |
| -------- | - | - |
| Litwa    | 7 | 1 |
| Słowenia | 7 | 1 |
| Austria  | 4 | 4 |
| Ukraina  | 1 | 7 |
| Belgia   | 1 | 7 |

     Kwalifikacja do fazy play-off

### play-off
|  |         |          |         |   |       |          |          |          |
|  | Runda I | Runda I  | Runda I |   |       | Runda II | Runda II | Runda II |
|  | Runda I | Runda I  | Runda I |   |       | Runda II | Runda II | Runda II |
|  |         |          |         |   |       |          |          |          |
|  |         |          |         |   |       |          |          |          |
|  |         |          |         | 1 | Litwa | 6        |          |          |
|  |         |          |         | 1 | Litwa | 6        |          |          |
|  | 2       | Austria  | 3       |   |       | 3        | Słowenia | 3        |
|  | 2       | Austria  | 3       |   |       | 3        | Słowenia | 3        |
|  | 3       | Słowenia | 6       |   |       |          |          |          |
|  | 3       | Słowenia | 6       |   |       |          |          |          |

### Klasyfikacja końcowa
|  | Awans do dywizji B |

| # | Państwo  | Skip                   |
| - | -------- | ---------------------- |
| 1 | Litwa    | Virginija Paulauskaitė |
| 2 | Słowenia | Ajda Zavartanik Drglin |
| 3 | Austria  | Hannah Augustin        |
| 4 | Ukraina  | Anastasija Kotowa      |
| 5 | Belgia   | Caro van Oosterwyck    |

## Mężczyźni

### Round Robin
| Państwo       | W | P |
| ------------- | - | - |
| Belgia        | 8 | 1 |
| Irlandia      | 8 | 1 |
| Słowenia      | 7 | 2 |
| Słowacja      | 6 | 3 |
| Liechtenstein | 5 | 4 |
| Rumunia       | 3 | 6 |
| Chorwacja     | 3 | 6 |
| Ukraina       | 2 | 7 |
| Andora        | 2 | 7 |
| Luksemburg    | 1 | 8 |

     Kwalifikacja do fazy play-off

### play-off
|  | Runda I | Runda I  | Runda I |  |  | Runda II          | Runda II          | Runda II          |
|  |         |          |         |  |  |                   |                   |                   |
|  | 1       | Belgia   | 8       |  |  |                   |                   |                   |
|  | 3       | Słowacja | 6       |  |  |                   |                   |                   |
|  |         |          |         |  |  |                   | Belgia            | 5                 |
|  |         |          |         |  |  |                   | Słowenia          | 8                 |
|  | 2       | Irlandia | 5       |  |  |                   |                   |                   |
|  | 4       | Słowenia | 6       |  |  | Mecz o 3. miejsce | Mecz o 3. miejsce | Mecz o 3. miejsce |
|  |         |          |         |  |  |                   |                   |                   |
|  |         |          |         |  |  |                   | Słowacja          | 7                 |
|  |         |          |         |  |  |                   | Irlandia          | 2                 |

### Klasyfikacja końcowa
|  | Awans do dywizji B |

| #  | Państwo       | Skip                         |
| -- | ------------- | ---------------------------- |
| 1  | Słowenia      | Jure Čulić                   |
| 2  | Belgia        | Timothy Verreycken           |
| 3  | Słowacja      | Pavol Pitoňák                |
| 4  | Irlandia      | John Wilson                  |
| 5  | Liechtenstein | Lukas Matt                   |
| 6  | Rumunia       | Valentin Gheorghe Anghelinei |
| 7  | Chorwacja     | Ante Baus                    |
| 8  | Ukraina       | Mykyta Wielyczko             |
| 9  | Andora        | Josep Garcia                 |
| 10 | Luksemburg    | Alex Benoy                   |